# Paulo Nunes (giocatore di calcio a 5)
Paulo Antônio Nunes, noto semplicemente come Paulo Nunes (Sete Lagoas, 1959), è un ex giocatore di calcio a 5 brasiliano.

## Carriera
Utilizzato nel ruolo di esterno, Paulo Nunes ha partecipato alla spedizione brasiliana al Campionato mondiale di calcio a 5 maschile 1985 in Spagna dove i verdeoro si sono confermati Campioni del Mondo. Si tratta dell'unica rassegna mondiale disputata dal giocatore brasiliano.